# Zgromadzenie Narodowe (Polska)

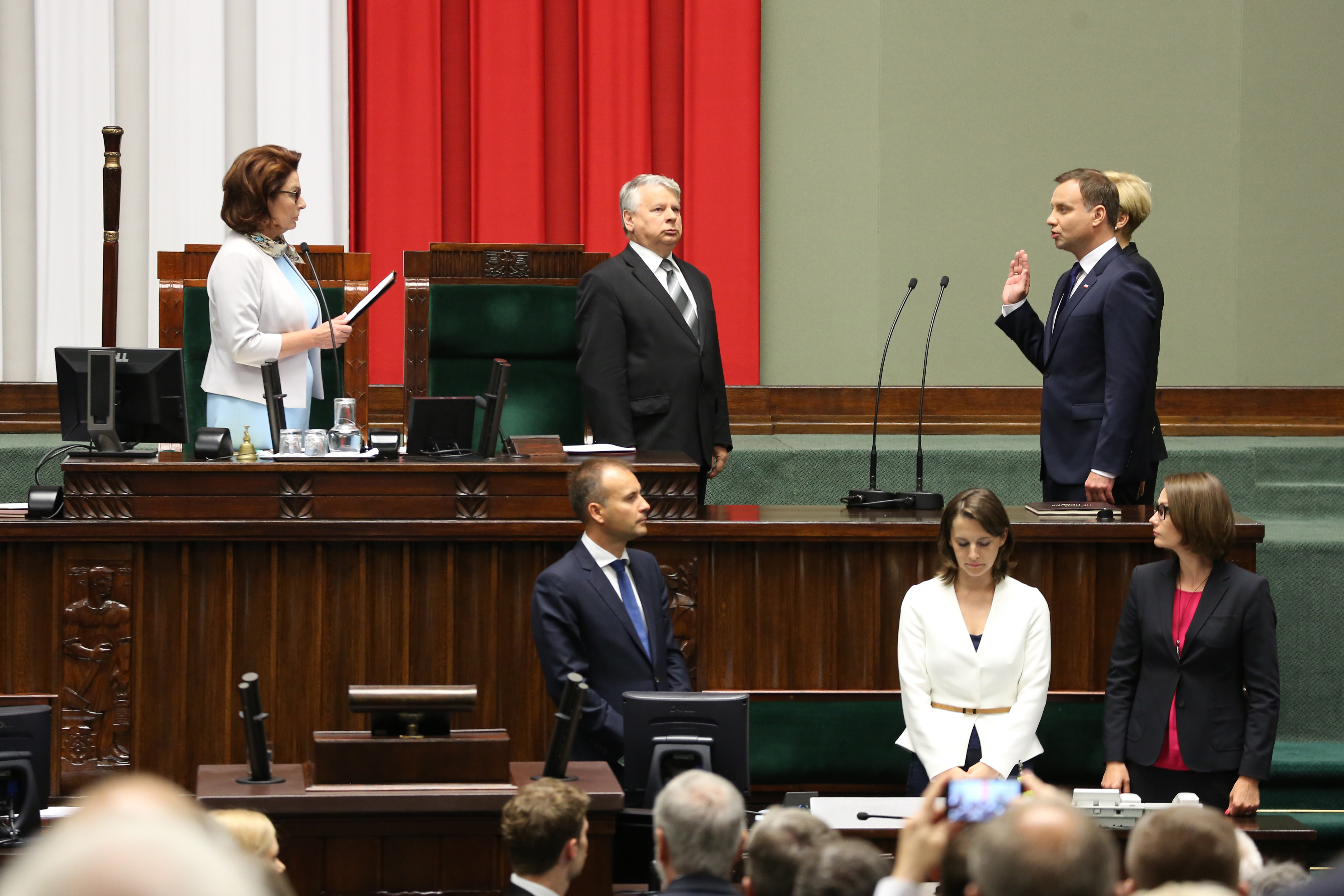
Prezydent Andrzej Duda składający przysięgę przed Zgromadzeniem Narodowym, 6 sierpnia 2015

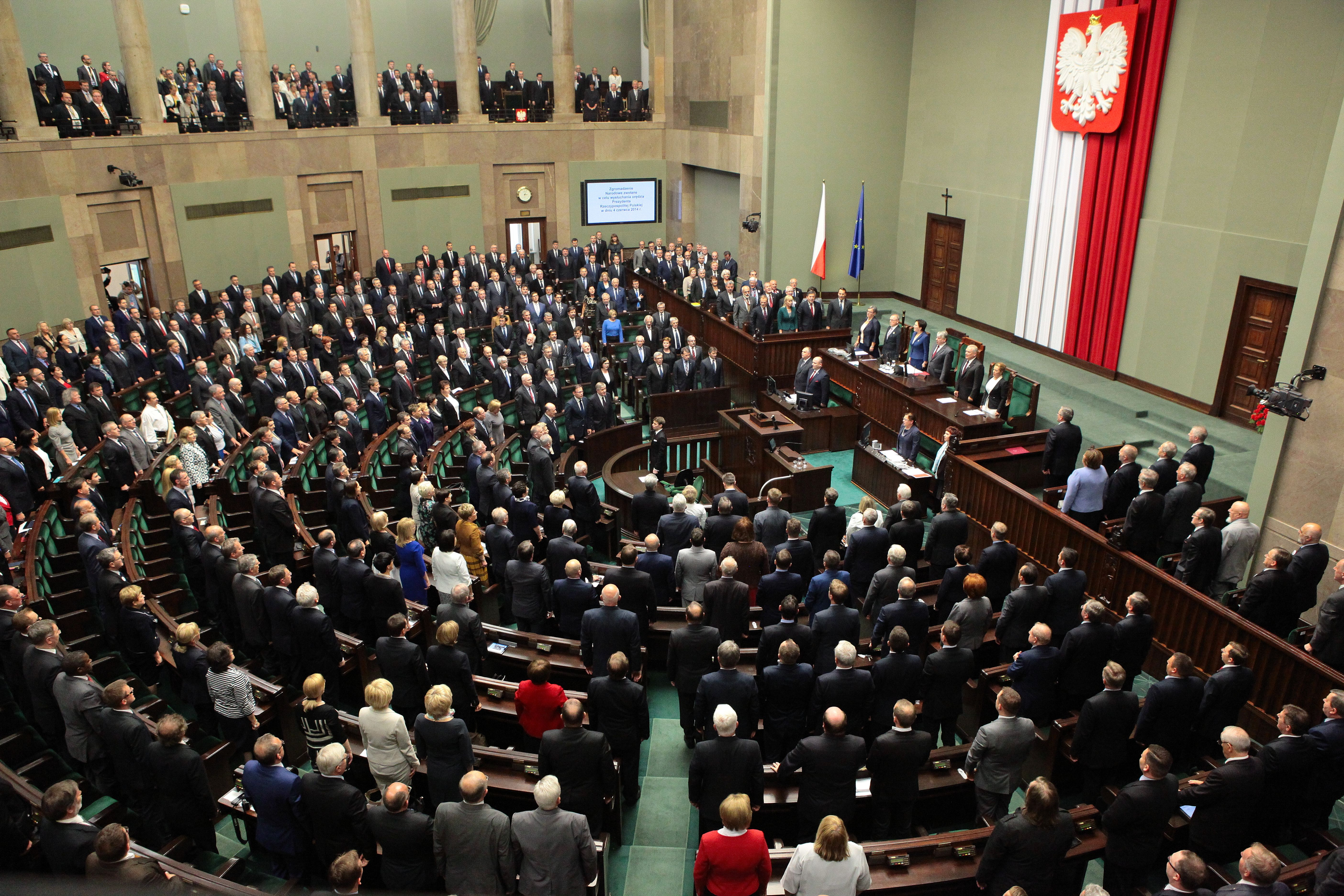
Rozpoczęcie posiedzenia Zgromadzenia Narodowego 4 czerwca 2014

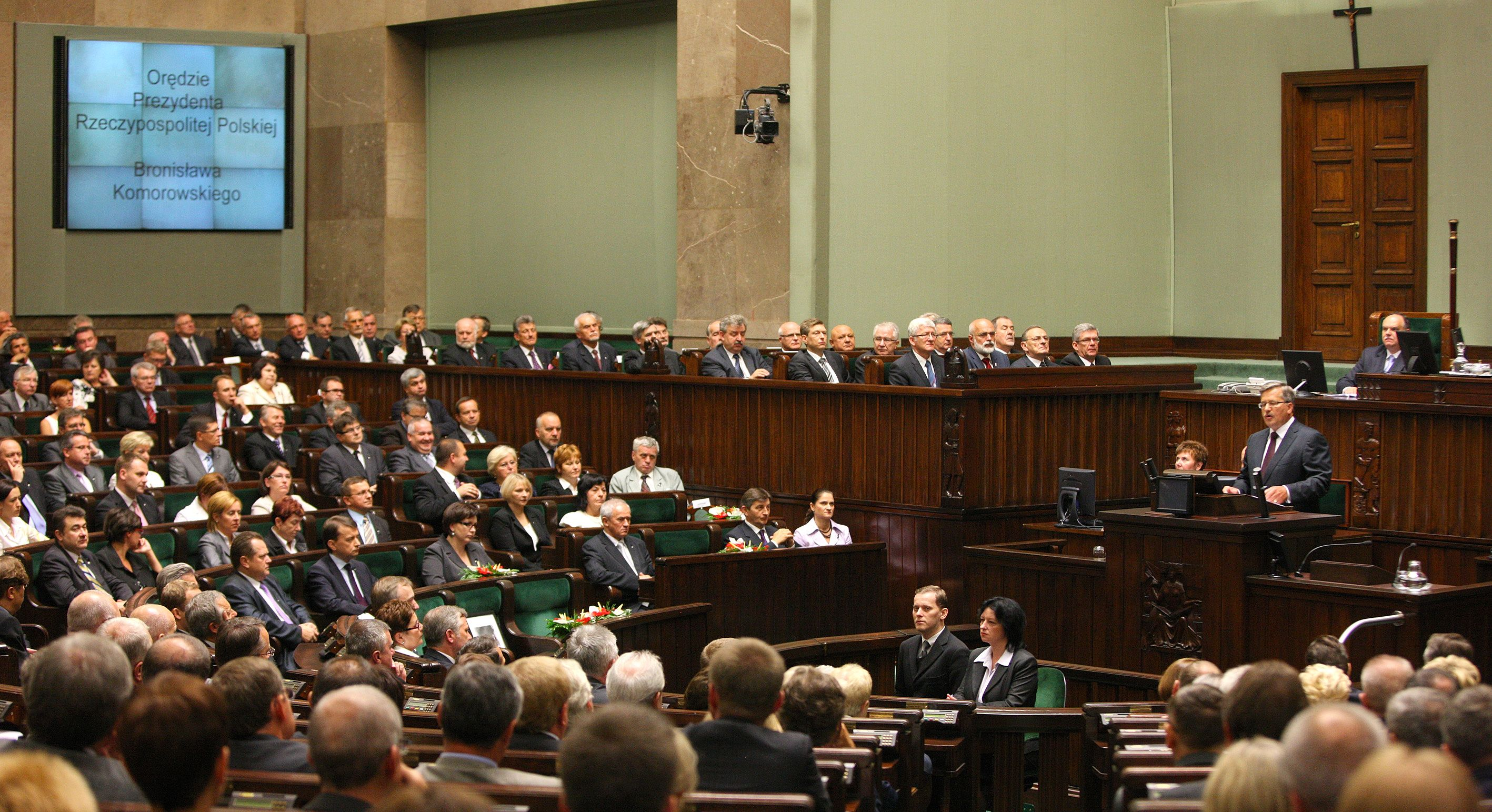
Prezydent Bronisław Komorowski wygłaszający orędzie przed Zgromadzeniem Narodowym, 6 sierpnia 2010

Zgromadzenie Narodowe (ZN) – organ konstytucyjny składający się z posłów i senatorów obradujących wspólnie. Zgromadzenie Narodowe wywodzi się z III Republiki Francuskiej i zostało potem przejęte, jako instytucja, przez wiele państw demokratycznych, w tym i Polskę
Posiedzeniami Zgromadzenia Narodowego nie są wspólne posiedzenia Sejmu i Senatu zwoływane w innych przypadkach, np. z okazji wizyt głów państw czy uczczenia ważnych wydarzeń.

## II Rzeczpospolita
W okresie międzywojennym Zgromadzenie Narodowe zostało ustanowione w konstytucji marcowej z 1921 r. Dokonywało ono bezwzględną większością głosów wyboru prezydenta Rzeczypospolitej (art. 39 ust. 1 Konstytucji) i przyjmowało od niego przysięgę (art. 54 Konstytucji). Zgromadzenie Narodowe procedowało wówczas na podstawie ustawy z dnia 27 lipca 1922 r. – Regulamin Zgromadzenia Narodowego dla wyboru Prezydenta Rzeczypospolitej. Ponadto, art. 125 ust. 4 Konstytucji przewidywał, że co 25 lat Konstytucja ma być poddana rewizji przez Zgromadzenie Narodowe zwykłą większością głosów. Posiedzeniom Zgromadzenia przewodniczył z urzędu Marszałek Sejmu, a w jego zastępstwie – Marszałek Senatu (art. 2 Regulaminu ZN).
Instytucja Zgromadzenia Narodowego została zniesiona przez konstytucję kwietniową z 1935 r., osłabiającą pozycję legislatury na rzecz organów władzy wykonawczej. Parlament utracił kompetencję wyboru Prezydenta Rzeczypospolitej, którego miało wybierać Zgromadzenia Elektorów, a w razie wysunięcia przez prezydenta innej kandydatury – wybór miał być dokonany w głosowaniu powszechnym (art. 17 Konstytucji). Konstytucja przewidywała jednak możliwość wspólnego zebrania się Sejmu i Senatu, jako połączonych Izb Ustawodawczych. Takie posiedzenie zwoływał Marszałek Senatu, gdy Prezydent Rzeczypospolitej nie mógł trwale sprawować urzędu (art. 22 ust.1 Konstytucji). Połączone Izby Ustawodawcze mogły wówczas uznać urząd prezydenta za opróżniony, co wymagało podjęcia uchwały większością 3/5 ustawowej liczby posłów i senatorów (tj. co najmniej 183 głosami – art. 22 ust. 2 Konstytucji). Ponadto Połączone Izby mogły (większością 3/5 głosów) podjąć uchwałę w sprawie postawienia prezesa lub członka Rady Ministrów w stan oskarżenia w postępowaniu przed Trybunałem Stanu (art. 30 ust. 3 Konstytucji).

### Posiedzenia Zgromadzenia Narodowego w okresie II Rzeczypospolitej
| Data                         | W celu                                                                                        | Miejsce                                       | Przewodniczący                            |
| ---------------------------- | --------------------------------------------------------------------------------------------- | --------------------------------------------- | ----------------------------------------- |
| 9 grudnia 1922               | dokonania wyboru prezydenta RP                                                                | Sala Sejmu Ustawodawczego                     | Maciej Rataj                              |
| 11 grudnia 1922              | odebrania przysięgi od prezydenta RP Gabriela Narutowicza                                     | Sala Sejmu Ustawodawczego                     | Maciej Rataj                              |
| 20 grudnia 1922 godz. 12.15  | dokonania wyboru prezydenta RP                                                                | Sala Sejmu Ustawodawczego                     | Maciej Rataj                              |
| 20 grudnia 1922, godz. 19.15 | odebrania przysięgi od prezydenta RP Stanisława Wojciechowskiego                              | Sala Sejmu Ustawodawczego                     | Maciej Rataj                              |
| 31 maja 1926                 | dokonania wyboru prezydenta RP (wybrano Józefa Piłsudskiego, który jednak wyboru nie przyjął) | Sala Sejmu Ustawodawczego                     | Maciej Rataj                              |
| 1 czerwca 1926               | dokonania wyboru prezydenta RP                                                                | Sala Sejmu Ustawodawczego                     | Maciej Rataj                              |
| 4 czerwca 1926               | odebrania przysięgi od prezydenta RP Ignacego Mościckiego                                     | Sala Asamblowa Zamku Królewskiego w Warszawie | Maciej Rataj                              |
| 8 maja 1933                  | dokonania wyboru prezydenta RP                                                                | Sala Posiedzeń Sejmu                          | Kazimierz Świtalski Władysław Raczkiewicz |
| 9 maja 1933                  | odebrania przysięgi od prezydenta RP Ignacego Mościckiego                                     | Sala Asamblowa Zamku Królewskiego w Warszawie | Kazimierz Świtalski                       |

## III Rzeczpospolita
W następstwie porozumień Okrągłego Stołu, Zgromadzenie Narodowe zostało przywrócone do polskiego systemu organów władzy, na mocy noweli kwietniowej. W dniu 19 lipca 1989 dokonało wyboru jedynego prezydenta PRL.
Zgromadzenie Narodowe zwołuje Marszałek Sejmu w drodze postanowienia. Obradom przewodniczy Marszałek Sejmu, a w jego zastępstwie Marszałek Senatu. Przewodniczący Zgromadzenia Narodowego powołuje sekretarzy ZN spośród sekretarzy Sejmu i sekretarzy Senatu. Parlamentarzyści podczas posiedzenia Zgromadzenia Narodowego są sobie równi (brak rozróżnienia na posłów i senatorów).
Zgromadzenie jest zwoływane jedynie do wypełnienia którejś z kompetencji określonych w Konstytucji (art. 114 ust. 1 Konstytucji):
- przyjęcia przysięgi prezydenckiej (art. 130 Konstytucji)[33],
- uznania trwałej niezdolności prezydenta do sprawowania urzędu ze względu na stan zdrowia (większością 2/3 ustawowej liczby członków ZN, tj. minimum 374 głosów – art. 131 ust. 2 pkt 4 Konstytucji)[34][35],
- postawienia prezydenta RP w stan oskarżenia przed Trybunałem Stanu (na wniosek 140 członków Zgromadzenia, do podjęcia uchwały większością 2/3 ustawowej liczby członków ZN, tj. minimum 374 głosów – art. 145 ust. 2 Konstytucji)[36],
- wysłuchania orędzia prezydenta RP skierowanego do Zgromadzenia Narodowego, bez możliwości debaty (art. 140 Konstytucji).
- uchwalenia regulaminu Zgromadzenia Narodowego (art. 114 ust. 2 Konstytucji – zwykłą większością głosów, w obecności co najmniej połowy członków, o ile ZN własną uchwałą nie zmieni trybu).

Zgromadzenie Narodowe nie ma określonego harmonogramu posiedzeń i działa na podstawie uchwalonego przez siebie regulaminu (art. 114 ust. 2 Konstytucji). Obecnie, Zgromadzenie posiada regulaminy na dwa rodzaje swoich posiedzeń:
- z dnia 6 grudnia 2000 r. – Regulamin Zgromadzenia Narodowego zwołanego w celu złożenia przysięgi przez nowo wybranego Prezydenta Rzeczypospolitej Polskiej[37]
- z dnia 29 maja 2014 r. – Regulamin Zgromadzenia Narodowego zwołanego w celu wysłuchania orędzia Prezydenta Rzeczypospolitej Polskiej[38].

Oba te regulaminy stanowią, że w sprawach w nich nieuregulowanych stosuje się odpowiednio przepisy Regulaminu Sejmu. Obsługę techniczną i kancelaryjną Zgromadzenia Narodowego zapewnia Kancelaria Sejmu.
Pomimo umiejscowienia wspomnianego art. 114 w IV rozdziale Konstytucji, Zgromadzenie nie jest zaliczane do organów władzy ustawodawczej (por. art. 10 ust. 2 Konstytucji). Wszystkie obecne kompetencje, poza uchwalaniem regulaminu Zgromadzenia Narodowego, dotyczą urzędu Prezydenta RP. W latach 1992–1997 Zgromadzenie Narodowe było również ustrojodawcą, gdyż miało dodatkowo kompetencję uchwalenia Konstytucji – na mocy art. 1 ust. 1 Ustawy Konstytucyjnej z dnia 23 kwietnia 1992 r. o trybie przygotowania i uchwalenia Konstytucji Rzeczypospolitej Polskiej.
W latach 1990–1995 Zgromadzenie Narodowe rozstrzygało, na podstawie sprawozdania Państwowej Komisji Wyborczej i opinii Sądu Najwyższego, co do ważności wyboru Prezydenta Rzeczypospolitej (art. 76 ust. 1 ustawy z dnia 27 września 1990 r. o wyborze Prezydenta Rzeczypospolitej Polskiej, uchylony przez art. 1 ust. 9 ustawy z dnia 30 czerwca 1995 r. o zmianie ustawy o wyborze Prezydenta Rzeczypospolitej Polskiej).

### Posiedzenia Zgromadzenia Narodowego od 1989
| Data                                              | W celu | Miejsce                                    | Przewodniczący/ Przewodnicząca      |
| ------------------------------------------------- | --- | ------------------------------------------ | ----------------------------------- |
| 19 lipca 1989                                     | uchwalenia Regulaminu Zgromadzenia Narodowego, dokonania wyboru prezydenta PRL i odebrania przysięgi od prezydenta PRL Wojciecha Jaruzelskiego                                            | Sala posiedzeń Sejmu                       | Mikołaj Kozakiewicz                 |
| 21 i 22 grudnia 1990                              | uchwalenia Regulaminu Zgromadzenia Narodowego, stwierdzenia ważności wyboru prezydenta RP i odebrania przysięgi od prezydenta RP Lecha Wałęsy                                             | Sala posiedzeń Sejmu                       | Mikołaj Kozakiewicz                 |
| 21, 22 i 23 września 1994                         | uchwalenia Regulaminu Zgromadzenia Narodowego oraz przeprowadzenia pierwszego czytania siedmiu projektów Konstytucji Rzeczypospolitej Polskiej                                            | Sala posiedzeń Sejmu                       | Józef Oleksy Adam Struzik           |
| 22 i 23 grudnia 1995                              | uchwalenia Regulaminu Zgromadzenia Narodowego oraz odebrania przysięgi od prezydenta RP Aleksandra Kwaśniewskiego                                                                         | Sala posiedzeń Sejmu                       | Józef Zych                          |
| 19 stycznia i 21 czerwca 1996                     | zmiany Regulaminu Zgromadzenia Narodowego oraz rozpatrzenia wniosku Komisji Konstytucyjnej o przeprowadzenie referendum w sprawie niektórych zasad, na których opierać ma się konstytucja | Sala posiedzeń Sejmu                       | Józef Zych Adam Struzik             |
| 24, 25, 26, 27, 28 lutego oraz 21 i 22 marca 1997 | przeprowadzenia drugiego czytania projektu Konstytucji RP | Sala posiedzeń Sejmu                       | Józef Zych Adam Struzik             |
| 2 kwietnia 1997                                   | przeprowadzenia trzeciego czytania projektu Konstytucji RP (uchwalenie konstytucji) | Sala posiedzeń Sejmu                       | Józef Zych Adam Struzik             |
| 6 grudnia 2000                                    | uchwalenia Regulaminu Zgromadzenia Narodowego | Sala posiedzeń Sejmu                       | Maciej Płażyński Alicja Grześkowiak |
| 23 grudnia 2000                                   | odebrania przysięgi od prezydenta RP Aleksandra Kwaśniewskiego | Sala posiedzeń Sejmu                       | Maciej Płażyński                    |
| 23 grudnia 2005                                   | odebrania przysięgi od prezydenta RP Lecha Kaczyńskiego | Sala posiedzeń Sejmu                       | Marek Jurek                         |
| 6 sierpnia 2010                                   | odebrania przysięgi od prezydenta RP Bronisława Komorowskiego | Sala posiedzeń Sejmu                       | Grzegorz Schetyna                   |
| 29 maja 2014                                      | uchwalenia regulaminu Zgromadzenia Narodowego | Sala posiedzeń Sejmu                       | Ewa Kopacz                          |
| 4 czerwca 2014                                    | wysłuchania orędzia prezydenta RP Bronisława Komorowskiego | Sala posiedzeń Sejmu                       | Ewa Kopacz                          |
| 6 sierpnia 2015                                   | odebrania przysięgi od prezydenta RP Andrzeja Dudy | Sala posiedzeń Sejmu                       | Małgorzata Kidawa-Błońska           |
| 15 kwietnia 2016                                  | wysłuchania orędzia prezydenta RP Andrzeja Dudy (w Poznaniu – pierwsze w historii posiedzenie Zgromadzenia Narodowego poza Warszawą)                                                      | Sala Ziemi (MTP)                           | Marek Kuchciński                    |
| 5 grudnia 2017                                    | wysłuchania orędzia prezydenta RP Andrzeja Dudy | Sala posiedzeń Sejmu                       | Marek Kuchciński                    |
| 13 lipca 2018                                     | uczczenia 550-lecia parlamentaryzmu Rzeczypospolitej i wysłuchania orędzia prezydenta RP Andrzeja Dudy                                                                                    | Dziedziniec Zamku Królewskiego w Warszawie | Marek Kuchciński                    |
| 6 sierpnia 2020                                   | odebrania przysięgi od prezydenta RP Andrzeja Dudy | Sala posiedzeń Sejmu                       | Elżbieta Witek                      |
| 6 sierpnia 2025                                   | odebrania przysięgi od prezydenta RP Karola Nawrockiego | Sala posiedzeń Sejmu                       | Szymon Hołownia                     |